# Mădălina Zamfirescu
Maria Mădălina Zamfirescu (n. 31 octombrie 1994, Râmnicu Vâlcea) este o handbalistă română care joacă pentru clubul SCM Gloria Buzău. Din 2015, Zamfirescu este și componentă a echipei naționale a României, unde evoluează pe postul de centru. În trecut, ea a fost componentă a echipelor naționale de junioare și tineret ale României.

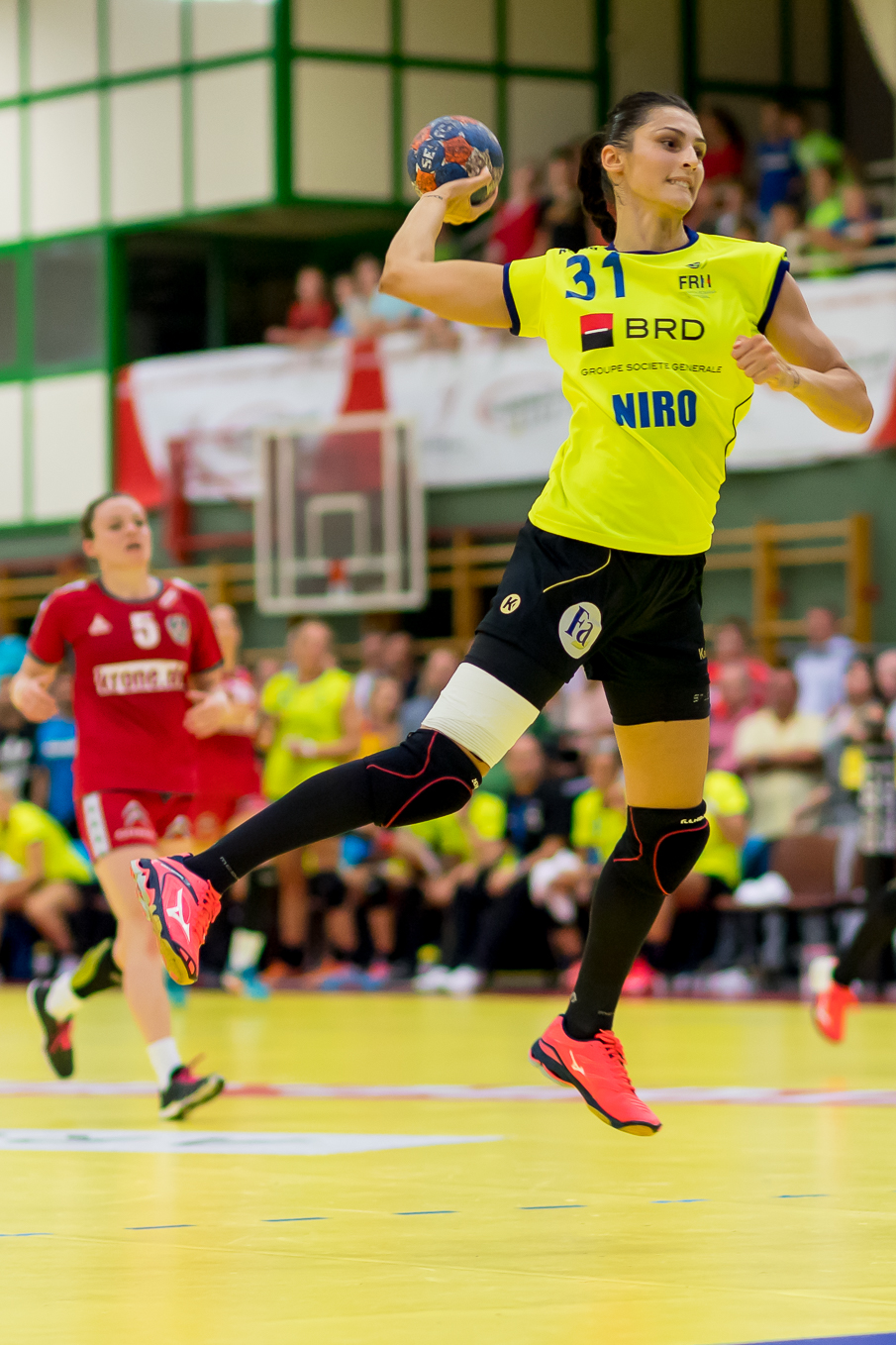
Zamfirescu la echipa națională într-un meci cu Austria

## Carieră
Mădălina Zamfirescu a absolvit Colegiul Energetic Râmnicu Vâlcea și a jucat handbal la CNOE Râmnicu Vâlcea. Ea fost adusă la Clubul Sportiv Municipal Ploiești în vara anului 2013, în urma licitației anuale organizate de CNOE pentru a găsi echipe jucătoarelor sale.
În 2014, ea a fost transferată la HCM Baia Mare și apoi împrumutată la SCM Craiova, iar în sezonul 2015-2016 a fost împrumatată la HC Dunărea Brăila. După disoluția lui HCM Baia Mare, în vara anului 2016, Zamfirescu a continuat la clubul brăilean, iar în 2017 s-a transferat la echipa maghiară Debreceni VSC Zamfirescu a evoluat pentru Debreceni VSC până în 2019, când a revenit în România semnând cu SCM Râmnicu Vâlcea. În vara anului 2020, ea s-a transferat la HC Dunărea Brăila, iar în 2021 a semnat cu SCM Gloria Buzău.

## Palmares
- Liga Campionilor:
  - Sfertfinalistă: 2020

- Liga Europeană:
  - Sfertfinalistă: 2021
  - Turul 3: 2022

- Cupa EHF:
  - Turul 3: 2017, 2018

- Liga Națională:
  - Medalie de argint: 2017

- Cupa României:
  -  Câștigătoare: 2021
  -  Medalie de bronz: 2015

- Supercupa României:
  -  Câștigătoare: 2021
  -  Finalistă: 2019

- Campionatul Național de Junioare I:
  -  Câștigătoare: 2013

- Campionatul Național de Junioare II:
  -  Câștigătoare: 2011